# Ga Namchuncheon
Ga Namchuncheon (Tiếng Hàn: 남춘천역, Hanja: 南春川驛) là ga tàu trên Tuyến Gyeongchun nằm ở Yeongseo-ro, Chuncheon-si, Gangwon-do. Tên phụ của ga là là Đại học Quốc gai Kangwon, và Cơ sở Chuncheon của Đại học Quốc gia Kangwon ở gần đó và mất 30 phút đi bộ.

## Lịch sử
Vào ngày 20 tháng 7 năm 1939, nhà ga này đã được vận hành với tên gọi là Ga Seongsan (성산역), tuy nhiên, vào ngày 1 tháng 4 năm 1940, tên của nhà ga đã được đổi thành Ga Namchuncheon (남춘천역) và tên này được giữ nguyên từ đó đến nay. Ngày 27 tháng 10 năm 1971, nhà ga cũ (đóng cửa từ ngày 21 tháng 12 năm 2010) đã được xây dựng và tồn tại gần 40 năm. Vào ngày 30 tháng 9 năm 2005, với việc khởi công xây dựng hệ thống vận chuyển nhanh điện tử hai đường ray mới, nhà ga này đã được sử dụng làm ga cuối phía đông của Tuyến Gyeongchun cũ do việc ngừng sử dụng Ga Chuncheon trong khoảng thời gian đó và hoạt động thành công cho đến ngày 20 tháng 12 năm 2010. Một nhà ga hoàn toàn mới đã được xây dựng và kể từ ngày 21 tháng 12 năm 2010, nhà ga này bắt đầu hoạt động như một cửa ngõ vào thành phố Chuncheon. Nhà ga này còn được gọi là 'Kangwon Nat'l Univ. Station' (강원대역), bởi vì Cơ sở Chuncheon (chính) của Đại học Quốc gia Kangwon gần như nằm cách ga này.

## Tình trạng hiện tại
Với Bến xe buýt Chuncheon nằm gần đó, nó cũng hoạt động như một trung tâm giao thông của thành phố Chuncheon. Mặc dù, kể từ ngày 21 tháng 12 năm 2010 khi việc điện khí hóa và đường đôi của tuyến Gyeongchun đến Ga Chuncheon cuối cùng đã được hoàn thành, nhà ga này vẫn đông đúc do khu vực Nam Chuncheon đông dân cư (khu vực Toegye-dong và Seoksa-dong; gần một nửa của dân số thành phố), và cũng kết hợp với hệ thống tàu điện ngầm đô thị Seoul. Từ khoảng 5 giờ sáng đến 11 giờ tối, hầu như cứ 20 phút có một chuyến tàu chạy về hướng Sangbong, Cheongnyangni, Đại học Kwangwoon, Pyeongnaehopyeong và 'dịch vụ tốc hành' (급행열차) chỉ hoạt động hai lần vào các ngày trong tuần.

## Bố trí ga
| ↑ Gimyujeong |
| \| ２        |
| Chuncheon ↓  |

| ２ | ●Tuyến Gyeongchun, ITX-Cheongchun | → Hướng đi Chuncheon →                                            |
| ３ | ●Tuyến Gyeongchun, ITX-Cheongchun | ← Hướng đi Sangbong · Cheongnyangni · Đại học Kwangwoon · Yongsan |

## Khu vực xung quanh
- Đại học Quốc gia Kangwon cơ sở Chuncheon
- Lotte Mart Chuncheon
- Megabox Namchuncheon
- Bến xe buýt Chuncheon
  - Bến xe buýt tốc hành Chuncheon
  - Bến xe buýt liên tỉnh Chuncheon
- E-mart Chuncheon
- Chợ Chuncheon Pungmul
- Cục phát thanh KBS Chuncheon
- Đại học Sư phạm Quốc gia Chuncheon